# What.CD
What.CD est un ancien tracker BitTorrent privé spécialisé dans le partage de contenu musical créé en octobre 2007, et fermé le 17 novembre 2016 à la suite d'une saisie partielle des serveurs, hébergés par OVH, par les autorités françaises.

## Histoire
What.CD est créé le jour de la fermeture du tracker BitTorrent Oink's Pink Palace en 2007. En novembre 2007, de faux courriels furent envoyés aux utilisateurs inscrits, prétendument en provenance du RIAA, leur informant que s'ils n'arrêtaient pas leurs activités illégales, des plaintes seraient déposées à leur encontre.
En 2008, Music Canada demanda à Moxie Colo (aujourd'hui disparu), puis à l'hébergeur de What.CD, de fermer un certain nombre de sites de partages illégaux parmi lesquels se trouvait le site. La société refuse, arguant « Nous ne ferons pas suite à la demande et allons lutter pour les droits de nos clients qui - à ce jour - sont protégés par les lois en vigueur au Canada. »
En octobre de la même année, le site publia The What CD Volume 2, une compilation regroupant des artistes présents sur le site. Plus tôt dans l'année, une première compilation était publiée.
En décembre 2008, What.CD et la maison de disques Open Your Eyes records annoncent un partenariat, la maison de disque publiant ses sorties en exclusivité sur le tracker BitTorrent,.
En 2010, CNET annonce qu'un adolescent a obtenu un accès à playMPE.com (le site permettant aux radios d'accéder aux titres des labels de musique) en se faisant passer pour un critique musical Australien. Il a alors uploadé un grand nombre d'albums sur What.CD, enrichissant ainsi grandement le contenu disponible.
En septembre 2010, What.CD crée un utilitaire pour tracker BitTorrent léger et efficace appelé "Ocelot". Un tracker créé avec cet utilitaire peut alors accueillir cinq millions de pairs avec seulement 3 gigaoctets de RAM.
En décembre 2010, la collection de What.CD atteint le million de torrents, un record pour un tracker BitTorrent privé
En mars 2011, un des fondateurs du site (connu sous le pseudonyme WhatMan) quitte l'administration.
Au début de l'année 2014, le site fait face à une puissante attaque DDOS affectant et rendant inaccessible le site et le tracker.
En juillet 2016, le site comptabilise 2,6 millions de torrents regroupant 1 050 000 albums de 860 000 artistes.
Le 17 novembre 2016, le tracker bittorrent et le serveur irc de What.CD sont indisponibles alors que le site affiche un message de maintenance. Le lendemain, le site annonce sa fermeture ainsi que la destruction de la base de données du site à la suite d'une saisie de serveurs : la saisie par la Gendarmerie nationale française de douze serveurs chez les hébergeurs français OVH et Online.

## Collecte de fonds
What.CD a toujours accepté les donations volontaires afin d'aider à l'hébergement du site. En signe de reconnaissance envers le donateur, celui-ci n'est alors plus concerné par la désactivation du compte en cas d'inactivité. L'utilisateur reçoit alors deux invitations (s’il n'a pas été averti dans le passé) qu'il peut utiliser pour inviter des membres sur le tracker.
En plus des donations volontaires, What.CD lance en mars 2012 The What.CD Online Store (La boutique de What.CD en ligne), aussi connue sous le nom de TWOS. La boutique propose la vente d'objets liés au site, les recettes ainsi obtenues servent à financer l'hébergement du site en plus des dons. Cette boutique constitue une véritable alternative pour ceux qui veulent donner et recevoir en échange un produit lié au site. Pendant les mois suivants l'ouverture de la boutique, le site organise un concours auprès des membres du site afin de déterminer le design des vêtements prochainement en vente.

## Fuites
La chanson de Radiohead, These Are My Twisted Words, est ajoutée sur le tracker le 12 août 2009, avant même qu'il ne soit diffusé ailleurs. Les fans spéculent que c'est un membre du groupe qui l'aurait rendu accessible sur le site ; l'upload contenait les informations sur une future EP nommée Wall of Ice. Le 17 août 2009, la chanson est partagée gratuitement sur le site du groupe, tout comme l'avait été In Rainbows,.
En 2009, le Computer Online Forensic Evidence Extractor de Microsoft (COFEE), un logiciel permettant d'aider les enquêteurs judiciaires à extraire des preuves d'activités illicites d'un ordinateur Windows est partagé sur le site. Le logiciel est supprimé du site par les administrateurs plus tard. L'administration de What.CD se justifie lors de la suppression : « Nous nous sommes obligés à examiner le programme, et sur l'impact potentiel que sa diffusion pourrait avoir sur le site sur ses utilisateurs, et sur le staff. Et quand nous l'avons fait, nous nous sommes rendu compte du risque encouru. Une décision a alors été prise. Le torrent est supprimé, et ne doit plus être partagé ici. » La fuite du programme est alors reprise sur différents sites de torrent et peut-être trouvé sur Wikileaks ou avec Google.
Le 28 novembre 2013 un utilisateur de What.CD partage trois écrits de l'auteur américain J. D. Salinger, qui n'avaient jamais été publiés,. De la même façon que pour le COFEE, un administrateur supprime le torrent. Aucune indication n'a jamais été faite sur la façon dont les écrits ont fuité, les sources des écrits provenant de deux lieux différents (l'université du Texas et l'université de Princeton), laissant librement suggérer que les écrits ont été obtenus a différentes occasions puis mises ensemble. Ces écrits ont été très rapidement diffusés après leur partage sur des sites BitTorrent comme The Pirate Bay, ou encore des hébergeurs d'images tels qu’Imgur. L'administration du site What.CD s'est justifiée plus tard sur la raison de sa suppression : « En raison de circonstances rares et quelque peu improbables, et en raison de l'exposition inutile et indésirable que la fuite des écrits de Salinger apportent et pourraient apporter, et en raison de notre désir de nous conformer aux désirs de la succession Salinger ou d'autres parties impliquées dans cette affaire, le contenu a par conséquent été supprimé du site. Il ne doit pas être partagé à nouveau; tout membre partageant à nouveau cet ouvrage verra son compte désactivé ».

## Saisies des serveurs par les autorités françaises
D'après le site Zataz, 12 serveurs hébergés chez Online.net et OVH ont été saisis le 17 novembre 2016 à la suite d'actions juridiques de la SACEM. Le service est depuis cette date indisponible.